# Élisa Garnerin
Élisa Garnerin (1791 - 1853) fue una aeronauta y paracaidista francesa. Era sobrina del pionero paracaidista André-Jacques Garnerin, se aprovechó de su nombre y de la novedad de que una mujer realizara hazañas que en aquella época eran extremadamente audaces. Era una mujer de negocios decidida y, en ocasiones, se metió en problemas con la policía por los disturbios que causaban sus actuaciones, por no pagar todos los impuestos adeudados y por no cumplir con todo lo que su publicidad había prometido. Recorrió las provincias de Francia, España, Italia y otras partes de Europa, realizando 39 descensos en total entre 1815 y 1835.

## Biografía
Élisa Garnerin nació en 1791. Era sobrina de André-Jacques Garnerin (1769–1823). Su tío hizo su primer salto en paracaídas desde un globo en el Parc Monceau el 22 de octubre de 1797. No fue el primero en utilizar un paracaídas, ya que Louis-Sébastien Lenormand había descendido en paracaídas en Montpellier en 1783, pero su salto desde un globo causó tanta expectación pública que a partir de entonces ninguna gran fiesta oficial estuvo completa sin un salto de Jacques Garnerin, el aérostier oficial de las fiestas públicas. Elisa era hija de Jacques Garnerin el mayor, "médico, autor de varios inventos, ex comisario del gobierno en los ejércitos". Había jugado un papel en la Revolución Francesa y calumniado a María Antonieta ante el tribunal revolucionario.

## Primeros saltos en paracaídas

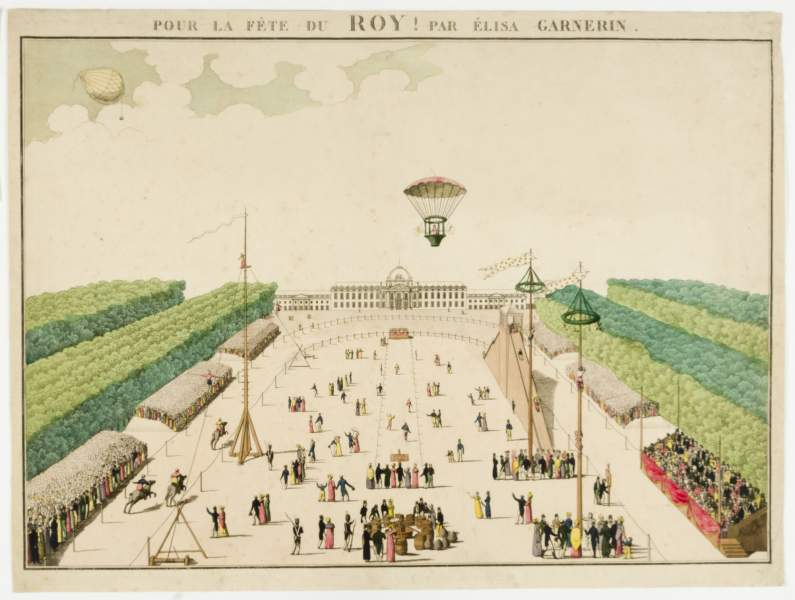
Cartel de prueba de globo y salto en paracaídas de Élisa, posiblemente en 1815

En agosto de 1815, el padre de Élisa tuvo la idea de sacar provecho del nombre Garnerin y ofrecer a París la nueva experiencia de una mujer descendiendo en paracaídas. Con la derrota definitiva de Napoleón en Waterloo, los parisinos querían fiestas y distracciones. Los globos eran muy populares en aqulla época, con aeronautas como Étienne-Gaspard Robert, Jean Margat y Sophie Blanchard, que murió en 1819 durante uno de sus valientes ascensos. La publicidad dada a Élisa Garnerin fue más eficaz que la de cualquiera de estos rivales. Incluyó avisos en el Moniteur, Journal de Paris, Constitutionnel y Quotidienne, carteles en todas las paredes y panfletos distribuidos a las guardias nacionales y los empleados municipales.
Élisa ascendió el 20 de septiembre de 1815 desde la bolera del Jardín de Tívoli. Entre los espectadores se encontraban el Rey de Prusia y su hijo, el Príncipe Real. El viento era bastante fuerte y se llevó rápidamente un pequeño globo piloto. Sin embargo, Elisa subió al globo y entre los aplausos del público se elevó rápidamente. Después de once minutos y medio dejó el globo con su paracaídas, y descendió majestuosamente durante más de cinco minutos, aterrizando con seguridad cerca de Meudon. El 2 de mayo de 1816 Elisa hizo un ascenso en un día tranquilo con viento del sureste. Cruzó el Sena, dejó el globo y se lanzó en paracaídas hasta el Bois de Boulogne. El globo siguió subiendo y fue llevado hacia la llanura de Montrouge.
Elisa y su hermana fueron invitadas a actuar en la Fiesta de San Luis el 25 de agosto de 1816. Se anunció que mientras las hermanas ascendían, Elisa tocaría el arpa y cantaría versos en honor del Rey y su familia. Las mujeres lo intentaron tres veces, pero el globo no se elevaba y la multitud se enfadó. Elisa subió sola y tras 15 minutos bajó cerca del Bois de Boulogne. Madame Blanchard también actuó en esta fiesta y fue aplaudida por las masas cuando se elevó en su globo desde el Campo de Marte.
El 15 de septiembre de 1816, Élisa saltó al Campo de Marte ante una gran multitud. El ascenso fue precedido por una carrera de caballos. Élisa iba acompañada de su hermana Eugénie, que saltaba por primera vez. Se lanzó un globo de prueba a las 5:00 pm para determinar la dirección del viento, ya las 5:30 las dos hermanas subieron a la canasta. Se cortó el cabo y el globo se elevó unos metros, pero luego volvió a bajar, casi rozando a algunos espectadores. Élisa se baja y el globo aligerado lleva a  Eugénie hacia el sur, en dirección al Bois de Boulogne. Casi tocó tierra cerca de la Porte Maillot, y Eugénie está a punto de bajarse cuando el globo se eleva de nuevo. Sobre la Plaine de Monceau, Eugénie suelta el paracaídas de la cesta y desciende a tierra fácilmente, mientras que el globo se pierde en el cielo. Alrededor de las 6:00 Eugénie regresa triunfante a la École Militaire, donde es aplaudida por los espectadores. El festival había terminado.

## Dificultades con la policía

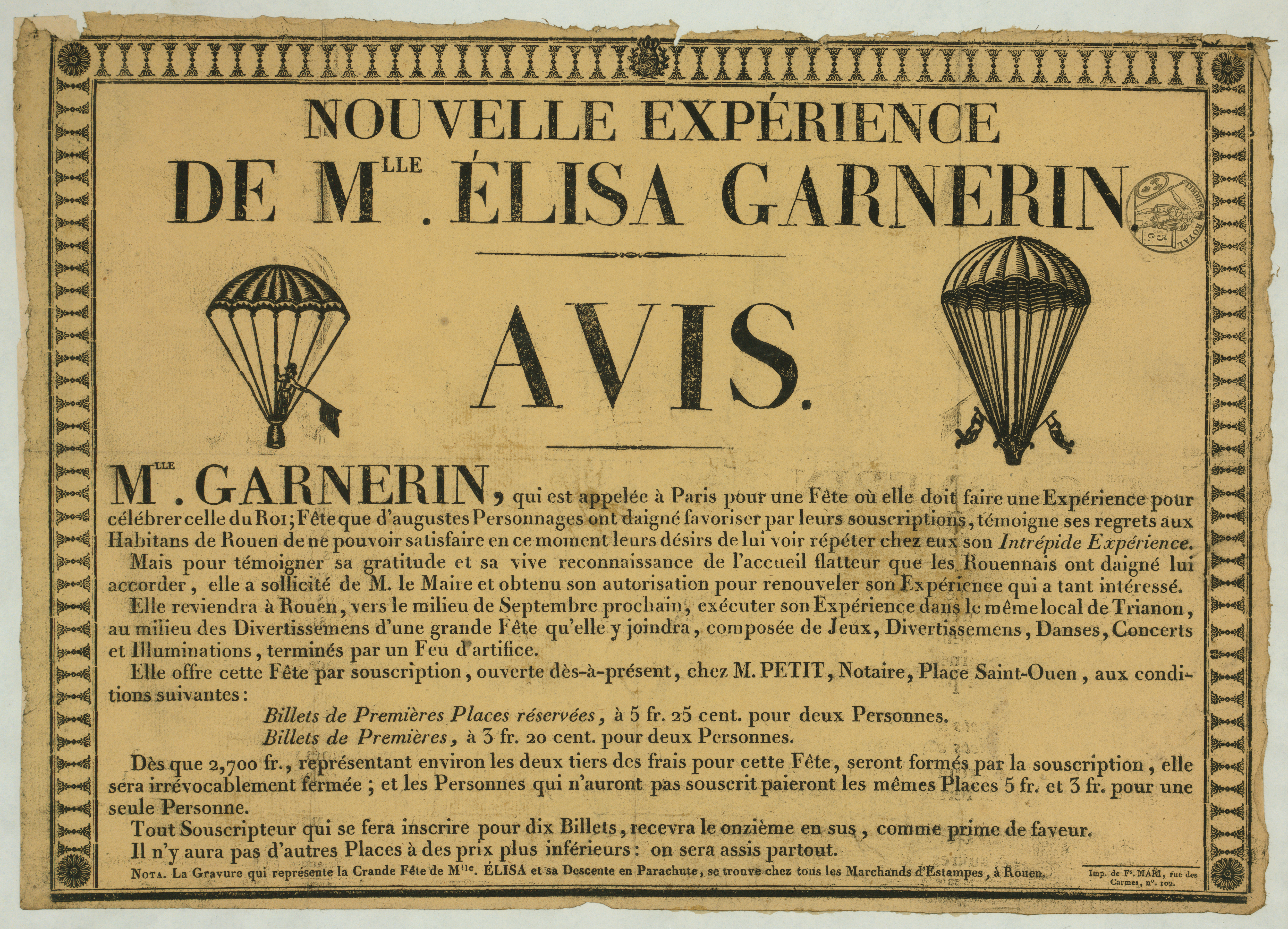
Anuncio de una fiesta en Rouen que incluiría un salto en paracaídas, juegos, espectáculos, bailes, conciertos, luces y fuegos artificiales

La familia se quejaba constantemente de la parte de las ganancias que se entregaba a los pobres y a la Real Academia de Música. Jacques Garnerin fue sorprendido más de una vez intentando ocultar parte de las ganancias para evitar estas participaciones. Élisa Garnerin intentó muchos proyectos que no prosperaron. Siempre se encontró con la hostilidad de la policía de París,a la que disgustaban las multitudes atraídas por los festivales de globos, cuyo control exigía un esfuerzo considerable. Las multitudes saquean los huertos que rodean el Campo de Marte, lo que provoca numerosas quejas. A pesar de las numerosas declaraciones de lealtad a la monarquía por parte de padre e hija, la policía tenía una carta del padre de Elisa en contra de María Antonieta, y la policía la utilizó como excusa para denegar el permiso para más exhibiciones en la capital.

## Las provincias y Madrid
Durante más de cinco años Élisa realizó demostraciones en provincias y en el extranjero. En septiembre de 1817 apareció en Rouen, en febrero de 1818 en Burdeos, en abril de 1818 en Madrid, en septiembre en Orleans, en septiembre de 1821 en Grenoble, en junio de 1821 en Marsella y en junio de 1822 en Lyon. El espectáculo de Madrid fue un fiasco. Tras la habitual tormenta publicitaria, el evento se pospuso del 19 de abril al 23 de abril, luego al 3 de mayo y finalmente al 11 de mayo. Ese día había una gran multitud. El rey y la reina debían asistir y el acto estaba fijado para las 17.00. En el último momento, unos carteles escritos a mano anunciaron que el experimento no podría celebrarse. Élisa y su padre fueron llevados a prisión para su propia protección, y partieron esa misma noche de regreso a Francia. Reembolsaron el precio de las localidades, pero se quedaron con el dinero de la suscripción.
El ascenso de Élisa el 28 de junio de 1818 en Burdeos se realizó a pesar del fuerte viento. Al elevarse, ondeando una bandera blanca, el globo fue rápidamente arrastrado hacia el sur, en dirección al puerto. Elisa se separó del globo con su paracaídas, pero una corriente transversal la arrastró hasta el centro del río, donde fue posada. Dos lanchas estaban preparadas y la pusieron a salvo. Según el relato, estaba aterrorizada cuando llegaron los barcos. De hecho, había colocado un flotador en el paracaídas para poder descender con seguridad al Garona .

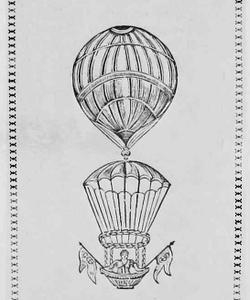
Ilustración de la publicidad del juicio de Madrid

Élisa actuó en el Congreso de Aix-la-Chapelle (1818), donde también ascendió la aeronauta alemana Wilhelmina Reichard, que desapareció de la vista y finalmente aterrizó cerca de Colonia. Élisa alquiló sillas y vendió asientos en la canasta de globos a los más atrevidos. Sin embargo, se hizo daño al caer de la cesta. El globo salió volando y fue recuperado en Stuttgart. En mayo de 1819 había realizado 14 descensos en paracaídas a pesar de las protestas de su tío, que sentía que su reputación estaba siendo usurpada. En septiembre de 1819, Élisa anunció que se celebraría una magnífica fiesta en el antiguo cementerio de Orleans con el ascenso de un globo a 1000 pies (304,8 m) Ella no proporcionó las maravillas prometidas, fue denunciada a los magistrados y llevada "a una vil prisión, donde sería juzgada ante el Tribunal Correccional de Policía".

## Innovaciones
A medida que adquiría experiencia, Élisa hizo mejoras continuas al paracaídas, aumentando su tamaño y fuerza y reduciendo considerablemente su peso. En Grenoble hizo descender a una niña de 12 años. En mayo de 1819, Élisa regresó temporalmente a París, donde se propuso intentar un ascenso en globo y un descenso en paracaídas con un globo perfeccionado en forma de pez, que de alguna manera le daría la capacidad de "avanzar". Pidió una subvención de 15.000 francos. El Ministro dijo que esto era una locura. En abril de 1820, Élisa propuso un gran proyecto que combinaba carreras de caballos con pruebas con globos, pero aparentemente no recibió respuesta oficial. A finales de 1821 propuso una "Exposición Real Agrícola y Carreras Reales Francesas". Esto fue rechazado y a Elisa se le negó el permiso para utilizar el Campo de Marte para un espectáculo similar al de septiembre de 1816. Lo intentó de nuevo en diciembre de 1822 y febrero de 1823, y finalmente en julio de 1823 se le permitió utilizarde nuevo el Campo de Marte.

## Últimos años
Élisa pasó cinco años en Italia. Estuvo en Milán en 1824 y 1825, donde fue vista por "La Majestad Imperial de Austria y todos los soberanos de Italia". Apareció en Verona y Venecia, donde para su descenso número 28 se lanzó en paracaídas hasta la laguna, utilizando el flotador que había inventado. Estuvo en Turín en 1827 y regresó a París en 1828, donde organizó carreras de caballos combinadas con ejercicios gimnásticos, ecuestres y con globos. Durante ocho años estuvo de gira por Europa. De vuelta en París, el 22 de mayo de 1835 realizó su 39.º y último descenso en paracaídas en el Campo de Marte. Élisa Garnerin murió en París en abril de 1853.

## Testigo ocular
En septiembre de 1815, el soldado William Wheeler del 51.er Regimiento del Rey estaba acampado en las afueras de París, donde estaba destinado después de la Batalla de Waterloo, cuando escribió lo siguiente en una carta a casa con fecha del 23 de septiembre de 1815.
"Hemos estado a punto de tener un serio altercado con la brigada de Hanovarian perteneciente a nuestra división, la siguiente fue la causa. Habiendo ascendido una dama en un globo en París, vino en dirección a nuestro campamento. Cuando el globo estaba sobre el Bois de Bologne, la dama se desprendió del globo y descendió en paracaídas con un estilo admirable, el globo cayó cerca de nosotros y todos volaron al lugar, donde se produjo una pelea general y en poco tiempo quedó hecho jirones. Al instante se produjo una batalla real entre británicos y hannoverianos. Algunos de estos últimos corrieron a su campamento y se apoderaron de sus armas, pero afortunadamente la riña se detuvo sin ningún percance grave."